# Anwar al-Awlaki
Anwar al-Awlaki (también escrito como Aulaqi; en árabe: أنور العولقي, trans. Anwar al-‘Awlaqī) (Las Cruces, Nuevo México, Estados Unidos, 22 de abril de 1971 - Yemen, 30 de septiembre de 2011) fue un clérigo y terrorista (era el experto en explosivos de la banda armada responsable, entre otras cosas, del ataque contra las Torres Gemelas, en septiembre de 2001), perteneciente a la organización Al-Qaeda. Disponía de doble nacionalidad, estadounidense y yemení.
Era el rostro más conocido de Al Qaeda en la península arábiga y tenía el proyecto de convertir al Yemen en la base principal y refugio de Al Qaeda en lugar de Pakistán, como ha sido desde 2003. Anuar el Aulaki, que figuraba desde 2009 en la lista de buscados “vivos o muertos” de la CIA, era el responsable del atentado frustrado intentado mediante los paquetes bombas encontrados en noviembre de 2010 en aviones en Dubái y Reino Unido con destino a Estados Unidos, que de no ser desactivados podría haber provocado que se estrellaran los aviones. En 2009 había dirigido otro atentado fallido contra un avión norteamericano, hecho por el que fue juzgado en ausencia por un tribunal de Yemen. Según el gobierno estadounidense, como “jefe de las operaciones externas” de Al Qaeda en la península arábiga, Al Awlaki encomendó al nigeriano Umar Farouk Abdulmultallab en la Navidad del 2009 detonar una bomba en un vuelo de Northwest de Ámsterdam a Detroit pero el atentado fracasó y Abdulmultallab fue detenido. Al Awlaki mantuvo correspondencia con el comandante estadounidense Nidal Hassan, autor de la Masacre de Fort Hood, que dejó 13 muertos en la base de Fort Hood (Texas) en noviembre de 2009.

## Muerte
El viernes 30 de septiembre de 2011, un portavoz del Ministerio de Defensa de Yemen anunció que «el dirigente terrorista de Al Qaeda Anuar el Aulaki ha resultado muerto junto con otros miembros de esa organización que se encontraban en su compañía»". Según informó la corresponsal del diario español El País, "un avión no tripulado, presumiblemente de la CIA, bombardeó la caravana en la que El Aulaki se desplazaba entre Maarib, a un centenar de kilómetros de Saná, y Al Jouf, cerca de la frontera con Arabia Saudí". La misma corresponsal informaba que no era la primera vez que la CIA intentaba matar a El Aulaki. "La última vez se produjo el pasado mayo, pocos días después de la operación que acabó con la vida de Osama Bin Laden".
Según otras versiones, no referenciadas, alrededor de las 10 de la mañana, hora local, un avión no tripulado de la CIA lanzó un misil contra la casa donde estaba, al este de Saná, la capital de Yemen provocando que saliera precipitadamente en un vehículo, oportunidad en que nuevos misiles dirigidos al automóvil lo mataron junto al editor de una revista de Al Qaeda, Samir Kahn, y todos los custodios.
El presidente Barack Obama valoró la muerte de Anwar el Aulaki como "otro hito en el camino hacia la derrota de Al Qaeda y sus afiliados". Según informó el corresponsal del diario español El País, "Obama advirtió que ese golpe demuestra, además, la decisión de su Administración de perseguir sin tregua a los cabecillas terroristas allí donde se encuentren. "Al Qaeda no va a encontrar un santuario en ninguna parte del mundo", aseguró. El Gobierno de Obama multiplicó en los últimos meses de 2011 este tipo de ataques selectivos, especialmente con aviones sin tripulación (drones) en Afganistán, pero también en Pakistán, Somalia y Yemen". Por otro lado, el hecho reinstaló el debate sobre la legalidad de estos ataques, especialmente en este caso ya que se trataba de un ciudadano norteamericano que no estaba formalmente acusado de ningún delito ni había sido sometido a ningún proceso en EE. UU., y nunca había reconocido públicamente su vinculación con ningún acto terrorista.
Frente al cuestionamiento acerca de la muerte de un ciudadano estadounidense, el gobierno de Estados Unidos afirmó que es legal cuando la seguridad nacional está en juego y se apoya tanto en la obligación del presidente de defender al país en su condición de comandante en jefe como en la resolución del Congreso del 18 de septiembre de 2001 para impedir que se produzcan nuevos atentados como los que tuvieron lugar contra las Torres Gemelas.
Por su parte, Vincent Warren, director del Centro para los Derechos Constitucionales, dijo que el asesinato de Al Awlaki es “la más grande afrenta contra la ley doméstica e internacional”.